# Fumaria rostellata
Fumaria rostellata är en vallmoväxtart som beskrevs av Joseph Josef Friedrich Knaf. Fumaria rostellata ingår i släktet jordrökar, och familjen vallmoväxter. Inga underarter finns listade i Catalogue of Life.